# بوردرین
بوردرین (انگلیسی: Bordrin) شرکت خودروسازی چینی است، که در سال ۲۰۰۰ تأسیس شد.